# Amt Neuburg
Im Amt Neuburg haben sich sechs Gemeinden zur Erledigung ihrer Verwaltungsgeschäfte zusammengeschlossen. Die Amtsverwaltung befindet sich in Neuburg. Das Amt liegt im Nordosten des Landkreises Nordwestmecklenburg und grenzt an den Landkreis Rostock und die amtsfreie Stadt Wismar.
Das Amtsgebiet umfasst den Festlandsbereich gegenüber der Insel Poel, nordwestlich der Hansestadt Wismar. Die Küstenlinie der Gemeinden des Amtes ist etwa 15 Kilometer lang, zu den Boddengewässern zählen (von Nord nach Süd) das Salzhaff, die Kielung, die Zaufe, der Breitling sowie die Wismarer Bucht. Die Halbinsel Boiensdorfer Werder trennt das Salzhaff von der Zaufe. Das leicht wellige Gelände erreicht mit 101 m ü. HN den höchsten Punkt im Amtsgebiet.
Im Zuge der Gebietsreform in Mecklenburg-Vorpommern und angesichts der geringen Einwohnerzahl des Amtes Neuburg ist eine Übernahme der amtsfreien Gemeinde Poel in das Amt im Gespräch.

## Die Gemeinden mit ihren Ortsteilen
- Benz mit Gamehl, Goldebee, Kalsow und Warkstorf
- Blowatz mit Alt Farpen, Damekow, Dreveskirchen, Friedrichsdorf, Groß Strömkendorf, Heidekaten, Robertsdorf und Wodorf
- Boiensdorf mit Niendorf, Stove und Werder
- Hornstorf mit Kritzow, Rohlstorf und Rüggow
- Krusenhagen mit Gagzow und Hof Redentin
- Neuburg mit Hagebök, Ilow, Kartlow, Lischow, Madsow, Nantrow, Neuendorf, Neu Farpen, Neu Nantrow, Steinhausen, Tatow, Vogelsang und Zarnekow

## Dienstsiegel
Das Amt verfügt über kein amtlich genehmigtes Hoheitszeichen, weder Wappen noch Flagge. Als Dienstsiegel wird das kleine Landessiegel mit dem Wappenbild des Landesteils Mecklenburg geführt. Es zeigt einen hersehenden Stierkopf mit abgerissenem Halsfell und Krone und der Umschrift „AMT NEUBURG • LANDKREIS NORDWESTMECKLENBURG“.

## Belege
1. ↑  Statistisches Amt M-V – Bevölkerungsstand der Kreise, Ämter und Gemeinden 2023 (XLS-Datei) (Amtliche Einwohnerzahlen in Fortschreibung des Zensus 2011) (Hilfe dazu).
2. ↑  Hauptsatzung § 1 Abs.2 (Memento des Originals vom 11. Mai 2021 im Internet Archive)  Info: Der Archivlink wurde automatisch eingesetzt und noch nicht geprüft. Bitte prüfe Original- und Archivlink gemäß Anleitung und entferne dann diesen Hinweis.